# Ruby Jerins
Ruby Jerins (ur. 1998) – amerykańska aktorka dziecięca znana jako Grace Peyton z serialu Siostra Jackie. W Polsce znana z roli Caroline Hawkins w filmie Twój na zawsze. 

## Życie i kariera
Ruby jest córką Edgara Jerinsa i aktorki Alany Jerins. Ma jedną siostrę - Sterling Jerins.
Jerins zadebiutowała w filmie Ślub w 2001 roku obok Jaid Barrymore i Stephena C. Bradbury, gdzie gra dziewczynę kwiat. Dziewczynkę możemy zobaczyć również w serialach telewizyjnych takich jak Uprowadzeni, Prawo i porządek, Guiding Light, As the World Turns, Sześć stopni oddalenia i Saturday Night Live.
W 2010 roku zagrała w filmie Twój na zawsze u boku Roberta Pattinsona.

## Nagrody
Stypendium Recanati-Kaplan Excellence in Arts, czerwiec 2007